# توسل به تجدد
توسّل به تجدّد (به لاتین: argumentum ad novitatem) مغالطه‌ای است که در آن کسی صرفاً به‌خاطر به‌روز بودن اندیشه یا عملی، شتاب‌زده درستی یا خوبی آن را نتیجه بگیرد. این مغالطه، نقطهٔ مقابل توسّل به سنّت است. در حقیقت، توسّل به سنّت و توسّل به تجدّد که دو امر مخالف هم هستند، هر دو می‌توانند باعث استدلال نادرست و مغالطه شوند.
چند نمونه:
- «اگر می‌خواهید وزن کم کنید، بهترین کار این است که از جدیدترین شیوه‌های رژیم غذایی استفاده کنید.»
- «چون مدیریت جدید این شرکت کار را به دست گرفته، قطعاً این شرکت از این به بعد سودآور خواهد شد.»
- «این نصیحت‌ها و اندرزها را سعدی چند صد سال پیش گفته و به درد زندگی امروز ما نمی‌خورد.»
- «اگر شما درس بخوانید، مطمئن باشید موفّق خواهی شد.»
- «هر آنچه که در این عالم موجود است، نیازمند تجدّد است؛ زیرا اگر به طبیعت هم نگاه کنیم، تجدّد را می‌بینیم. فصل‌ها تغییر می‌کند، برگ‌های درختان تغییر می‌کند و… و این لازمهٔ چرخهٔ زندگی است.»

علی‌اصغر خندان مغالطهٔ سنت‌گریزی را شکلی از مغالطهٔ تجددگرایی می‌داند و آن را اینگونه تعریف می‌کند که «هر عقیدهٔ به یادگار مانده از گذشته مردود است.»

## کاربرد در تبلیغات و آگهی‌های تجاری
به طور طبیعی، یکی از زمینه‌هایی که مغالطهٔ توسّل به تجدّد در آن شیوع فراوان دارد، مسئلهٔ آگهی‌های تجاری، تبلیغات و تلاش برای به فروش رساندن هر چه بیشتر کالاهای تازه تولید شده است. تبلیغات چنین وانمود می‌کند که کارخانه‌ها همواره با تولیدات جدید خود، محصولات بهتر و پیشرفته‌تری را به بازار عرضه می‌کنند. پودر لباسشویی جدید، خمیر دندان جدید، خودکار جدید، پارچهٔ جدید و… همه و همه به دلیل جدید بودنشان، خوب و با کیفیت بهتر و بالاتر هستند!
- «زندگی بهتر با محصولات جدیدتر!»[۲]